# Karl-Heinz Moehle
Karl-Heinz Moehle var en av Nazitysklands mest skickliga och hårdföra ubåtschefer under andra världskriget. Han överlevde kriget, men blev efter Nürnbergprocessen dömd till fem års fängelse för att ha vidarebefordrat amiral Dönitz så kallade Laconia-order, som innebar att ingen hjälp fick lämnas till skeppsbrutna efter att deras fartyg sänkts av tyska ubåtar.